# Yasuharu Kurata
Yasuharu Kurata (jap. 倉田 安治, Kurata Yasuharu; * 1. Februar 1963 in Fujieda) ist ein japanischer Fußballtrainer und ehemaliger Fußballspieler, der unter anderem auch für die japanische Nationalmannschaft spielte.

## Karriere

### Spielerkarriere

#### Vereinskarriere
Kurata wurde am 1. Februar 1963 in Fujieda in der japanischen Präfektur Shizuoka geboren. Nach seinem Abschluss an der Universität Tsukuba unterschrieb er 1986 den Vertrag beim japanischen Erstligisten Honda FC. Im Jahr 1991 wechselte er zum Yomiuri FC und spielte dort eine Saison lang. Der Verein gewann 1991 den Japan Soccer League Cup und wurde 1991/92 Meister der J1 League. 1992 trat er zurück.

#### Internationale Karriere

##### Fußball
Im September 1986 wurde Kurata von der japanischen Nationalmannschaft für die Asienspiele 1986 in Südkorea ausgewählt. Bei diesem Turnier gab er am 20. September sein Debüt gegen Nepal. 1987 nahm er an der Qualifikation für die Olympischen Sommerspiele 1988, ebenfalls in Südkorea, teil. Bis 1987 bestritt er sechs Spiele für Japan.

##### Futsal
Kurata wurde 1989 von der japanischen Futsal-Nationalmannschaft für die Futsal-Weltmeisterschaft 1989 in den Niederlanden ausgewählt.

### Trainer- und Manager-Karriere
Nach seiner Pensionierung begann Kurata 1995 eine Trainerkarriere bei Avispa Fukuoka und blieb dort bis 2006 hauptsächlich als Trainer tätig. Im Jahr 2007 wechselte er zu Vissel Kōbe. Im Jahr 2010 unterzeichnete einen Trainervertrag beim FC Gifu und wurde dort Manager. Im Jahr 2012 zog er nach China und unterschrieb bei Dalian Aerbin. Im Jahr 2014 wurde er Manager des Vereins. Im Jahr 2015 kehrte er nach Japan zurück und wurde im Juli Manager des Tochigi SC.
Im Jahre 2016 wurde Kurata stellvertretender Schulleiter der Trainingsschule des Hangzhou Greentown FC. 2019 wurde er U-15-Trainer des Shandong Luneng Taishan FC. Ab 2021 war er Direktor des Fujieda MYFC, ging aber bereits am 12. Juli desselben Jahres in den Ruhestand.